# Piper churumayu
Piper churumayu är en pepparväxtart som beskrevs av Ruiz & Pav.. Piper churumayu ingår i släktet Piper och familjen pepparväxter. Inga underarter finns listade i Catalogue of Life.